# Dermot Clifford

Erzbischofswappen von Dermot Clifford

Dermot Clifford (* 25. Januar 1939 in Ballymacelligott, County Kerry) ist ein irischer Geistlicher der Katholischen Kirche und emeritierter Erzbischof von Cashel und Emly.

## Leben
Clifford besuchte die Clogher National School und das St. Brendan’s College in Killarney. Er wechselte danach an das St Patrick’s College in Maynooth. Dort graduierte er 1960. Dann ging Clifford an das Päpstliche Irische Kolleg in Rom, wo er in den darauffolgenden vier Jahren katholische Theologie an der Päpstlichen Lateranuniversität studierte. Am 22. Februar 1964 wurde Clifford zum Priester geweiht.
Ab 1964 war Clifford als Lehrer und Dean of Disciple am St. Brendan’s College in Killarney tätig, wo er bis 1972 unterrichtete. Von 1972 bis 1974 studierte Clifford Verwaltungsökonomie und Sozialwissenschaft an der London School of Economics und schloss mit dem Master ab. 1974 kehrte er von London nach Cork zurück, wo er im dortigen römisch-katholischen Bistum eine Anstellung als Sekretär erhielt. Von 1975 bis 1981 war Clifford als Lektor am University College Cork in Sozialwissenschaften angestellt. Während dieser Zeit diente Clifford auch als Kaplan an St. Mary of the Angels in Beaufort, einem Kinderheim für Kinder mit Lernschwierigkeiten.
Am 17. Dezember 1985 wurde Clifford von Papst Johannes Paul II. zum Koadjutorbischof des Erzbistums Cashel und Emly ernannt und empfing am 9. März des folgenden Jahres durch Erzbischof Thomas Morris die Bischofsweihe; Mitkonsekratoren waren der Apostolische Nuntius in Irland, Erzbischof Gaetano Alibrandi, und der Bischof von Kerry, Dermot O’Sullivan. Daneben war er zugleich Gemeindepriester der Kirchengemeinde Tipperary. Am 12. September 1988 folgte er Thomas Morris nach dessen Rücktritt im Amt des Erzbischofs von Cashel und Emly nach. Clifford war Vorsitzender der irischen Bischofskommission für Entwicklungshilfe.
Nachdem am 7. März 2009 der bisherige Bischof von Cloyne, John Magee, wegen des mangelhaften Umgangs in seiner Diözese mit den Vorwürfen wegen sexuellen Kindesmissbrauchs durch katholische Würdenträger von seinem Amt freigestellt worden war, wurde er am selben Tag von Papst Benedikt XVI. auch zum Apostolischen Administrator sede plena von Cloyne ernannt und damit zum Leiter dieser Diözese bestimmt. Dieses Amt legte er am 27. Januar 2013 mit der Amtseinführung (Inthronisation) des neuen Bischofs von Cloyne, William Crean, nieder.
Am 22. November 2014 nahm Papst Franziskus seinen altersbedingten Rücktritt an.